# Thụy Phương
Thụy Phương là một phường thuộc quận Bắc Từ Liêm, thành phố Hà Nội, Việt Nam.

## Địa lý
Phường Thụy Phương nằm ở phía bắc quận Bắc Từ Liêm, có vị trí địa lý:
- Phía đông giáp phường Đông Ngạc
- Phía tây giáp phường Liên Mạc
- Phía nam giáp các phường Đức Thắng, Cổ Nhuế 2 và Minh Khai
- Phía bắc giáp huyện Đông Anh với ranh giới là sông Hồng.

Phường có diện tích 2,88 km², dân số năm 2022 là 13.676 người, mật độ dân số đạt 4.748 người/km².

## Lịch sử
Trước đây, Thụy Phương là một xã thuộc huyện Từ Liêm cũ.
Ngày 27 tháng 12 năm 2013, Chính phủ ban hành Nghị quyết số 132/NQ-CP. Theo đó, thành lập phường Thụy Phương thuộc quận Bắc Từ Liêm trên cơ sở toàn bộ 287,59 ha diện tích tự nhiên và 13.753 người của xã Thụy Phương.

## Di tích
- Đình Chèm[4]